# Shuffleboard

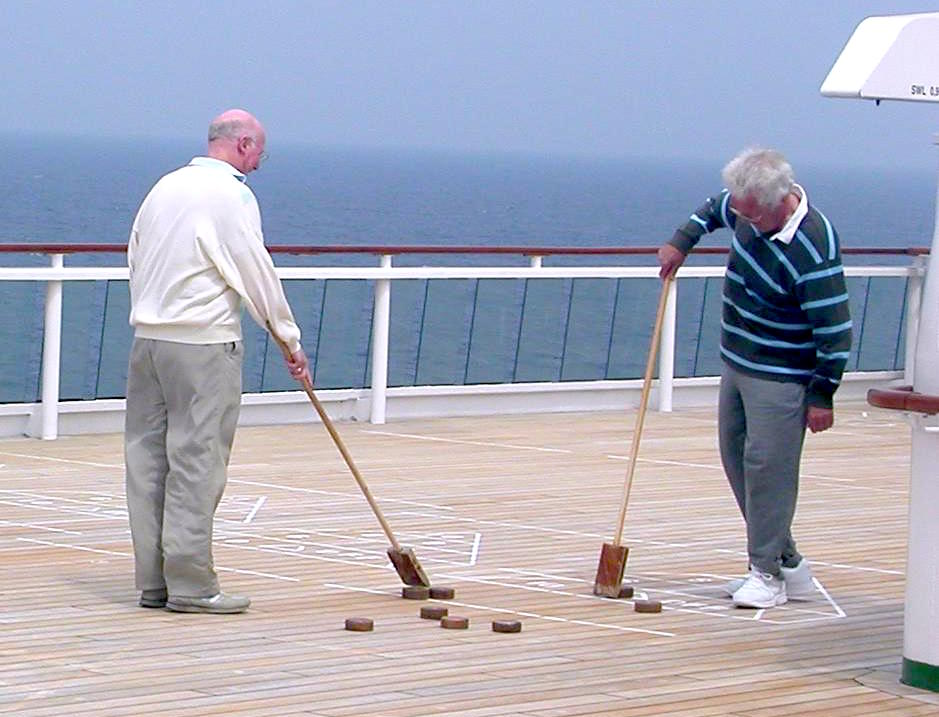
Une partie de shuffleboard débutant à bord du navire MV Aurora.

Le shuffleboard , jeu de galets ou encore jeu de palets américain communément abrégé en palets américain ou encore jeu de galets, en anglo-américain il est plus précisément le « deck shuffleboard », aussi épelé « shuffle-board », « shovelboard », « shovel-board » ou « shove-board » (terme archaïque), est un jeu dans lequel les joueurs utilisent une palette en forme de balai pour pousser des palets qui glissent le long d'une allée de forme allongée, le but étant de les envoyer sur une cible rapportant des points. Le terme peut aussi désigner d'autres jeux qui en sont dérivés. Il existe également une variante qui se joue sur une table.